# 히로카미촌
히로카미촌(広神村)은 니가타현 기타우오누마군에 설치되었던 촌이다. 2004년 11월 1일 고이데정, 호리노치정, 유노타니촌, 스몬촌, 이리히로세촌과 합병으로 우오누마시가 성립해 히로카미촌은 폐지되었다. 
2000년의 국제조사에서 고이데마치로의 통근율은 16.4%.

## 지리
마을 면적 중 논밭은 12.5%, 택지는 1.8%이며, 그 외는 산림과 잡종지 등이 차지하고 있다.

## 역사
- 1889년 4월 1일 - 정촌제 시행으로 시마마치촌, 야부카미촌, 하네가와촌, 시모조촌, 나카조촌, 오비로촌이 성립하였다.
- 1955년 3월 30일 - 야부카미촌, 히로카미촌이 합병해 히로카미촌이 성립하였다.
- 1956년 10월 1일 - 인접한 야마코시촌 이부카와를 편입하였다.
- 2004년 11월 1일 - 고이데정, 호리노치정, 유노타니촌, 스몬촌, 이리히로세촌

## 교통

### 철도
- 동일본 여객철도
  - 다다미선

### 도로
- 니가타 현도 제70호선
- 국도 제252호선
- 국도 제291호선
- 국도 제352호선

## 같이 보기
- 우오누마시